# فنيلية عطرة
فنيلية أو وَنِيلِيَة عَطِرَة هي نوع من النباتات المزهرة من جنس فنيلية في الفصيلة السحلبية مهدها جنوب المكسيك وأمريكا الوسطى وأمريكا الجنوبية الاستوائية.